# Pterothamnus centennii
Pterothamnus centennii är en tvåhjärtbladig växtart som först beskrevs av M.J.Cannon, och fick sitt nu gällande namn av V.Mayer och Ehrend. Pterothamnus centennii ingår i släktet Pterothamnus och familjen Dipsacaceae. Inga underarter finns listade i Catalogue of Life.